# Histoires d'objets
Histoires d'objets était une émission radiophonique canadienne francophone présentée par Fabien Fauteux et diffusée à partir de 2011 sur la Première Chaîne de Radio-Canada. L'émission a été rediffusée de nombreuses fois au cours des années suivantes.

## Concept
Chaque émission prend pour sujet principal un objet du quotidien. Il peut s'agir de la bouteille, de l'aiguille, des ciseaux, du soutien-gorge, de la pelle, de l'hélice, la liste n'étant pas exhaustive. Durant une heure, l'équipe de l'émission aborde sous différents aspects, abordant tant ses origines, son fonctionnement et sa conception, que sa place dans la société ou ses utilisations originales ou détournées.

## Équipe
L'émission est réalisée et animée par Fabien Fauteux, Raphaëlle Derome et Guillaume St-Onge. Raphaëlle Derome est chroniqueuse et recherchiste, tandis que Guillaume St-Onge est chroniqueur et réalisateur de l'émission. 

## Récompenses
Le 17 juin 2013, Histoires d'objets remporte le prix Bronze de la Radio de la compétition annuelle New York Festivals Awards - International Radio Programs and Promotions, dans la catégorie Social Issues, pour l'épisode portant sur le soutien-gorge. C'est la première fois qu'une émission francophone de Radio-Canada remporte ce trophée,.